# گنادی کاتسوو
گنادی کاتسوو (روسی: Геннадий Кацов؛ زادهٔ ۱۳ فوریه ۱۹۵۶) شاعر، نویسنده، و روزنامه‌نگار اهل ایالات متحده آمریکا است.